# Tsue to Tsurugi no Wistoria
Tsue to Tsurugi no Wistoria (杖と剣のウィストリア Tsue to Tsurugi no Uisutoria?) es una serie de manga japonesa escrita por Fujino Ōmori e ilustrada por Toshi Aoi. Comenzó a publicarse en la revista de manga shōnen de Kodansha, Bessatsu Shōnen Magazine, en diciembre de 2020. Una adaptación al anime de Actas y Bandai Namco Pictures se estrenó el 7 de julio de 2024.

## Argumento
Hace cientos de años, invasores del cielo devastaron la tierra y casi destruyeron el mundo. Para repeler a los invasores, cinco magos se unieron y lanzaron una poderosa barrera para alejar a los invasores, en lo alto de una enorme torre, la "Mercedes Caulis", pasando a ser conocida como la primera "Magia Vander". La Academia de Magia Rigarden se centra en la formación de magos, incluidos aquellos lo suficientemente fuertes como para convertirse en Magia Vander y continuar con el legado de mantener la barrera que protege el reino.
Will Serfort es un estudiante de Rigarden que juró convertirse en un mago lo suficientemente fuerte como para ser aceptado en la Mercedes Caulis y reunirse con su amiga de la infancia, Elfaria Albis Serfort, la maga más joven que se haya convertido en Magia Vander. Sin embargo, Will no tiene ninguna aptitud mágica, habiendo logrado progresar en sus estudios hasta ahora con las calificaciones perfectas en las pruebas escritas y los créditos adicionales obtenidos por cazar monstruos en las mazmorras de la escuela, pero solo unas pocas personas conocen su verdadero poder, ya que lo que le falta en magia, lo compensa con su habilidad con la espada, capaz de derrotar a poderosos monstruos contra los que incluso los magos más fuertes tienen dificultades. Mientras Will sigue avanzando hacia su sueño, hace amigos y enemigos en el camino mientras muestra sus verdaderos poderes que sacuden los cimientos del mundo.

## Personajes

### Personajes principales
Will Serfort (ウィル・セルフォルト Uiru Seruforuto?)
 Seiyū: Kōhei Amasaki, Gerardo Mendoza (español latino), Alex Molina (español castellano)
El protagonista principal, que sufre amnesia, es un estudiante de sexto año en la Academia de Magia Rigarden rechazado por la mayoría de los estudiantes y profesores debido a su falta de aptitud mágica. Para compensar su falta de magia, Will entrena su cuerpo y su esgrima en la mazmorra, volviéndose capaz de contrarrestar los ataques de cualquier oponente después de presenciarlos una vez. Más tarde descubre que tiene el poder de Wis, que le permite infundir su espada con magia para fortalecer sus ataques. Si bien normalmente necesita que otra persona lance la magia para infundirla, eventualmente aprende a infundirla él mismo extrayendo poder de sus recuerdos y siendo capaz de replicar cualquier espada mágica que haya empuñado antes, aunque con menos habilidad.
Kiki (キキ?)
 Seiyū: Aoi Inase, Rosa María Martínez (español latino), Ainoha Maiquez (español castellano)
Kiki es la mascota y familiar de Will. Kiki es un carbunclo, capaz de lanzar magia reflectante para proteger a Will en caso de emergencia.
Elfaria Alvis Serfort (エルファリア・アルヴィス・セルフォルト Erufaria Aruvuisu Seruforuto?)
 Seiyū: Akira Sekine, Polly Huerta (español latino), Sara Gómez (español castellano)
Amiga de la infancia de Will, es la maga más joven en convertirse en Magia Vander, habiendo dominado la magia de hielo. Ella dirige la Facción del Hielo en Mercedes Caulis, pero es conocida por holgazanear y delegar sus deberes a sus subordinados, pasando sus días esperando que Will cumpla su promesa y se reúna con ella.

### Academia de Magia Rigarden

#### Estudiantes
Colette Loire (コレット・ロワール Koretto Rowāru?)
 Seiyū: Satomi Amano, Fernanda Ornelas (español latino), Clara Schwarze (español castellano)
Compañera de clase de Will y una de sus pocas amigas. Siempre se preocupa por si se arriesga en la mazmorra y siente algo por él. Está especializada en magia de tierra.
Sion Ulster (シオン・アルスター Shion Arusutā?)
 Seiyū: Masaaki Mizunaga, Fernando Moctezuma (español latino), Jaume Cuartero (español castellano)
Uno de los compañeros de clase de Will. Solía intimidarlo y menospreciarlo por su falta de habilidades mágicas. Sin embargo, después de que Will lo salvara de un monstruo y presenciara su verdadera fuerza, desarrolló una rivalidad unilateral con él y luego aceptó formar equipo con él para graduarse de la academia. Después de graduarse, se unió a la Facción del Fuego. Se especializa en magia de fuego y se observa que sus habilidades solo han aumentado desde que comenzó su rivalidad con Will.
Julius Reinberg (ユリウス・レインバーグ Yuriusu Reinbāgu?)
 Seiyū: Tetsuya Kakihara
Uno de los tres mejores estudiantes de la clase de Will. Al ser un noble, inicialmente tenía una actitud muy arrogante, humillando a los de menor poder y posición. Sin embargo, después de ser derrotado por Will en un torneo público, se suavizó e incluso aceptó formar equipo con él para graduarse de la academia. Después de graduarse, se unió a la Facción del Hielo, pero luego es asesinado por un misterioso asesino en serie. Se especializó en magia de hielo, siendo la única persona capaz de replicar los hechizos originales de Elfaria.
Wignall Lindor (イグノール・リンドール Igunōru Rindōru?)
 Seiyū: Kengo Kawanishi
Uno de los tres mejores estudiantes de la clase de Will. Es un elfo que es rechazado por sus compañeros ya que, según sus estándares, su magia es bastante débil. Inicialmente presentado como altivo, más tarde se revela que esto es un acto para ocultar sus problemas de autoestima. Sin embargo, con la ayuda de Will, supera su complejo de inferioridad y llega a respetar a este último. También es amigo de la infancia de Ellenor, una de las Magia Vander, reflejando la relación de Will con Elfaria. Después de graduarse de la academia, se une a la Facción de la Fatansía compuesta exclusivamente por elfos. Se especializa en magia de viento e ilusión y más tarde se vuelve capaz de usar la magia de fantasía única de su raza, que puede convertir las ilusiones en realidad.
Lihanna Owenzaus (リアーナ・オーウェンザウス Riāna Ōuenzausu?)
Seiyū: Lynn
Una de las tres mejores estudiantes de la clase de Will que aspira a convertirse en Magia Vander para salvar a su noble familia de la ruina. Forma una alianza con Will, Sion, Julius y Wignall con el fin de graduarse de la academia. Después de graduarse, se une a la Facción del Rayo. Se especializa en magia de rayos, que utiliza para mejorar sus habilidades físicas, siendo una maga única que se especializa en combate cuerpo a cuerpo conocida como "caballero mágico".
Iris X. Stellamaris (アイリス・X・ステラマリス Airisu X Sutera Marisu?)
 Seiyū: Rumi Okubo
Una de las estudiantes de Rigarden. En realidad, es una vigilante, una exploradora que recluta nuevos miembros para las facciones de Magia Vander y una miembro de la Facción del Hielo enviada por Elfaria para vigilar a Will.
Rosti Nauman (ロスティ・ナウマン Rosutii Nauman?)
Un estudiante de Rigarden y compañero de habitación de Will, del que se insinúa que era un clon de Elfaria con cambio de género que ella controlaba de forma remota desde la distancia. Fue "asesinado" en un ataque terrorista durante la Navidad. Era un hábil artífice de la magia, que fabricaba objetos mágicos para que Will los usara.
Gordon Baret (ゴードン・バレー Gōdon Barē?)
 Seiyū: Kazuki Ura
Lyril Marze (リリール・マース Rirīru Māsu?)
 Seiyū: Tomohiro Ōno
Lunais Alerht (ルナイス・アレート Runaisu Arēto?)
 Seiyū: Shinya Takahashi
Jhorua Moraine (ジョルア・モレーン Jorua Morēn?)
 Seiyū: Atsushi Tamaru

#### Profesorado
Workner Norgram (ワークナー・ノーグラム Wākunā Nōguramu?)
 Seiyū: Tomokazu Seki, Carlo Vázquez (español latino)
Workner es el maestro de Will que cree en su potencial y supervisa su progreso en la mazmorra. Su muerte ayuda a Will a ganar coraje y a usar la sabiduría.
Edward Serfence (エドワルド・セルフェンス Edowarudo Serufensu?)
 Seiyū: Kōji Yusa, Óscar López (español latino), Ángel de Gracia (español castellano)
Edward es un profesor especializado en magia oscura que cree que Will no pertenece a la academia. En una ocasión intentó conseguir el puesto de Magia Vander y casi lo consigue, por lo que quiere que Will sea desterrado de la academia para que no sufra con su fracaso como él.
Caldron Anouve (コルドロン・アヌーブ KorKorudoron Anūbuudoron?)
 Seiyū: Reiko Suzuki
La directora de la Academia de Magia Rigarden. Tiene 64 años, pero usa magia para parecer mucho más joven de lo que es. Ayuda a Will a entrenarse y aprender Wis para impresionar y unirse a una facción.

### Magia Vander
Aaron Masterias Oldking (アロン・マステリアス・オールドキング Aron Masuteriasu Ōrudokingu?)
 Seiyū: Hōchū Ōtsuka
El líder de Magia Vander, además de su miembro más antiguo y fuerte, se especializa en magia de luz. A menudo emprende largas expediciones y deja a Cariott a cargo en su ausencia.
Cariott Incindia Wiseman (キャリオット・インスティア・ワイズマン Kyrariott Insutia Waizuman?)
 Seiyū: Jun Fukuyama
Uno de los Magia Vander que se especializa en magia de fuego y lidera la Facción del Fuego. Aaron suele dejarlo a cargo de Magia Vander cuando este último se embarca en una de sus expediciones.
Ellenor Ljos Al (エルノール・リヨス・アールヴ Erunōru Riyosu Āruvu?)
 Seiyū: Sora Amamiya
Una elfa y una de las Magia Vander que se especializa en la magia de fantasía única de su raza, que convierte las ilusiones en realidad, y lidera la Facción de la Fantasía compuesta exclusivamente por elfos. También es amiga de la infancia de Wignall hasta que se separaron después de que se descubriera su talento para la magia, lo que refleja la relación de Elfaria con Will.
Logwell (ログウェル?)
 Seiyū: Akio Ōtsuka
Es el asistente de Aaron.
Zeo Thorzeus Reinbolt (ゼオ・トルゼウス・ラインボルト Zeo Toruzeusu Rainboruto?)
 Seiyū: Makoto Furukawa
Uno de los magos Vander que se especializó en magia de rayos y lidera la Facción del Rayo. En el pasado, conoció a Will y lo alentó a hacerse más fuerte, sintiendo su poder de protención. Después de la graduación de Will de la academia, lo recluta para su facción después de ganarle a Elfaria un juego de piedra, papel y tijera.

## Contenido de la obra

### Manga
Escrita por Fujino Ōmori e ilustrada por Toshi Aoi, Tsue to Tsurugi no Wistoria comenzó su serialización en la revista de manga shōnen de Kodansha, Bessatsu Shōnen Magazine, el 9 de diciembre de 2020. La serie finalizó su primera parte el 8 de mayo de 2023. Sus capítulos se han recompilado en trece volúmenes de tankōbon hasta la fecha.
Durante su panel en Anime NYC, Kodansha USA anunció que obtuvieron la licencia del manga para su publicación en inglés. Pika Ediciones obtuvo la licencia en España.

#### Lista de volúmenes
| Volúmenes de manga publicados | Volúmenes de manga publicados | Volúmenes de manga publicados | Volúmenes de manga publicados | Volúmenes de manga publicados |
| Número                        | Fecha de lanzamiento          | ISBN                          | Fecha de lanzamiento          | ISBN                          |
| ----------------------------- | ----------------------------- | ----------------------------- | ----------------------------- | ----------------------------- |
| 1                             | 9 de abril de 2021            | ISBN 978-4-06-522519-6        | 31 de octubre de 2024         | ISBN 978-4-06-522519-6        |
| 2                             | 6 de agosto de 2021           | ISBN 978-4-06-524474-6        | 23 de enero de 2025           | ISBN 978-2-8116-9904-8        |
| 3                             | 9 de diciembre de 2021        | ISBN 978-4-06-526275-7        | 27 de febrero de 2025         | ISBN 978-2-8116-9905-5        |
| 4                             | 8 de abril de 2022            | ISBN 978-4-06-527520-7        | 8 de mayo de 2025             | ISBN 978-2-8116-9906-2        |
| 5                             | 9 de septiembre de 2022       | ISBN 978-4-06-529143-6        | 10 de julio de 2025           | ISBN 978-2-8116-9907-9        |
| 6                             | 6 de enero de 2023            | ISBN 978-4-06-530335-1        | —                             | —                             |
| 7                             | 8 de junio de 2023            | ISBN 978-4-06-531874-4        | —                             | —                             |
| 8                             | 6 de octubre de 2023          | ISBN 978-4-06-533145-3        | —                             | —                             |
| 9                             | 8 de febrero de 2024          | ISBN 978-4-06-534548-1        | —                             | —                             |
| 10                            | 7 de junio de 2024            | ISBN 978-4-06-535800-9        | —                             | —                             |
| 11                            | 8 de noviembre de 2024        | ISBN 978-4-06-537045-2        | —                             | —                             |
| 12                            | 7 de marzo de 2025            | ISBN 978-4-06-538727-6        | —                             | —                             |
| 13                            | 9 de julio de 2025            | ISBN 978-4-06-539994-1        | —                             | —                             |

### Anime
El 8 de febrero de 2024 se anunció una adaptación de la serie al anime. La serie está producida por Actas y Bandai Namco Pictures y dirigida y escrita por Tatsuya Yoshihara, con Sayaka Ono diseñando los personajes y Yuki Hayashi componiendo la música. Se estrenó el 7 de julio de 2024 en TBS y sus afiliados. El tema de apertura es «Fire and Fear», interpretado por Penguin Research, mientras que el tema de cierre es «Frozen», interpretado por True. Crunchyroll obtuvo la licencia de la serie fuera de Asia. Muse Communication obtuvo la licencia de la serie en el Sudeste Asiático.
El 18 de junio de 2024, Crunchyroll anunció que la serie recibirán ambos doblajes tanto en español latino como en castellano, los cuales se estrenaron el 28 de julio.
El 29 de septiembre de 2024 se anunció la producción de una segunda temporada. Se estrenará en 2026.

## Recepción
La serie fue nominada en la séptima edición de los Next Manga Awards de 2021 en la categoría impresa.

## Otras lecturas
- «Wistoria: Wand and Sword» (en inglés). Anime News Network. 27 de septiembre de 2022.